# Aleksiej Bannikow
Aleksiej Bannikow (ros. Алексей Банников, ur. 26 września 1973 w Ałmaty) – kazachski narciarz dowolny. Najlepszy wynik na mistrzostwach świata osiągnął podczas mistrzostw w Altenmarkt, gdzie zajął 20. miejsce w jeździe po muldach. Jego najlepszym wynikiem olimpijskim jest 21. miejsce w  jeździe po muldach na igrzyskach olimpijskich w Lillehammer. Najlepsze wyniki w Pucharze Świata osiągnął w sezonie 1993/1994, kiedy to zajął 66. miejsce w klasyfikacji generalnej, a w klasyfikacjach jazdy po muldach był 24.

## Sukcesy

### Igrzyska olimpijskie
| Miejsce | Dzień     | Rok  | Miejscowość    | Konkurencja      | Zwycięzca         |
| ------- | --------- | ---- | -------------- | ---------------- | ----------------- |
| 33.     | 13 lutego | 1992 | Albertville    | Jazda po muldach | Edgar Grospiron   |
| 21.     | 12 lutego | 1994 | Lillehammer    | Jazda po muldach | Jean-Luc Brassard |
| 26.     | 11 lutego | 1998 | Nagano         | Jazda po muldach | Jonny Moseley     |
| 24.     | 12 lutego | 2002 | Salt Lake City | Jazda po muldach | Janne Lahtela     |

### Mistrzostwa Świata
| Miejsce | Dzień       | Rok  | Miejscowość | Konkurencja                 | Zwycięzca         |
| ------- | ----------- | ---- | ----------- | --------------------------- | ----------------- |
| 20.     | 13 marca    | 1993 | Altenmarkt  | Jazda po muldach            | Jean-Luc Brassard |
| 21.     | 18 lutego   | 1995 | La Clusaz   | Jazda po muldach            | Edgar Grospiron   |
| 28.     | 8 lutego    | 1997 | Iizuna      | Jazda po muldach            | Jean-Luc Brassard |
| 25.     | 19 stycznia | 2001 | Whistler    | Jazda po muldach            | Mikko Ronkainen   |
| 33.     | 21 stycznia | 2001 | Whistler    | Jazda po muldach podwójnych | Stéphane Yonnet   |

### Puchar Świata

#### Miejsca w klasyfikacji generalnej
- 1991/1992 – 99.
- 1993/1994 – 66.
- 1995/1996 – 106.
- 1997/1998 – 122.
- 2001/2002 – 92.

#### Miejsca na podium w zawodach
Aleksiej Bannikow nie zajął miejsca na podium w trakcie całej swojej kariery sportowej.